# Alpuente
Alpuente – gmina w Hiszpanii, w prowincji Walencja, we wspólnocie autonomicznej Walencja, o powierzchni 138,33 km². W 2011 roku liczyła 754 mieszkańców.